# Дякін Валентин Семенович
Валентин Семенович Дякін (24 липня 1930, Харків — 10 січня 1994, Санкт-Петербург) — радянський і російський історик, доктор історичних наук, професор. Завідувач відділу історії СРСР періоду капіталізму ЛОІІ АН СРСР (1970—1973), головний науковий співробітник СПбФІРІ РАН (з липня 1986 року).

## Батьки та сім'я
- Мати — Дора Ізраїлівна Равкіна, працювала бібліотекарем.
- Батько — Семен Павлович Дякін, був професійним військовим, який служив в армії з жовтня 1918 року. Після навчання в ленінградському Комуністичному університеті ім. Г. О. Зінов'єва (1922—1925) був розподілений до наркомату Робітничо-Селянської інспекції України в м. Харків (тут Дякіни прожили 10 років). У червні 1932 року С. П. Дякін був знову призваний до армії на політроботу, але вже через три роки його виключили з партії та демобілізували[1]. Виключення було «своєчасним», швидше за все, це врятувало його від фізичного знищення внаслідок масових партійних чисток у 1930-х роках. Після нетривалого перебування на Далекому Сході сім'я Дякіних повернулася до Ленінграда[2].
- Дружина — Валентина Георгіївна Савельєва — історик, професор Санкт-Петербурзької державної академії театрального мистецтва (СПбГАТІ) .

## Освіта та вчені ступені
У 1947 році закінчив 157 школу Смольнінського району м. Ленінграда зі срібною медаллю і вступив на історичний факультет ЛДУ. Своєю спеціалізацією він обрав новітню історію Німеччини. Після закінчення ЛДУ у 1952 році та недовгого викладання історії в 3-му Ленінградському педагогічному училищі вже восени 1953 року був зарахований до аспірантури Інституту історії АН СРСР. Кандидатську дисертацію «Боротьба Комуністичної партії Німеччини за створення єдиного робітничого фронту (вересень 1925 — грудень 1926 рр.)» захистив у червні 1956 року, а в 1961 році вона була видана у вигляді монографії. Доктор історичних наук (1970, дисертація «Російська буржуазія та царизм у роки першої світової війни 1914—1917 рр.»).

## Наукова діяльність
Після захисту Валентин Семенович Дякін був зарахований молодшим науковим співробітником до Інституту історії АН СРСР у Москві. Але незабаром він наполіг на поверненні до Ленінграда, у відновлене Ленінградське відділення Інституту історії СРСР (ЛОІІ, нині СПбІІ РАН). З березня 1958 року і до кінця життя він не змінював місце роботи, пройшовши шлях до Лої від молодшого наукового співробітника до завідувача відділу історії СРСР періоду капіталізму (1970–1973) і головного наукового співробітника (з липня 1986 р.). Після XX з'їзду КПРС дослідникам стали відкриватися архіви, стали доступні раніше закриті матеріали, з'явилася можливість детально вивчати кризу самодержавства кінця XIX — початку XX століть. Саме в цей час відбулася переорієнтація наукових інтересів В. С. Дякіна (з історії Німеччини початку XX століття на політичну історію Росії кінця XIX — початку XX століття). Разом із вивченням соціально-економічного становища Росії кінця ХІХ — початку ХХ ст., у 1971 році ним була написана і видана монографія «Німецькі капітали у Росії. Електроіндустрія та електричний транспорт.», де ретельно і скрупульозно показано роль іноземного капіталу Росії. Тоді ж, на початку 70-х років, учений стає керівником великого колективу істориків (як відповідальний редактор), які підготували 1-й том «Історії робітників Ленінграда» (Л., «Наука», 1972). За цю роботу він і ряд авторів стали в листопаді 1975 року лауреатами Державної премії СРСР.
Подальші роки були присвячені дослідженню столипінської реформи. Вперше було поставлено питання не лише про аграрну реформу, а й про цілий комплекс перетворень, задуманих прем'єр-міністром (до того ж було розмежовано політичну позицію Столипіна та правих). Все це, зрештою, відбилося в черговій монографії. Концепція Валентина Семеновича викликала не зовсім адекватну реакцію відомого московського історика А. Я. Авреха, який у своїй книзі звинуватив монографію В. С. Дякіна у всіх, найчастіше надуманих, гріхах. Самого ж автора «викрив» у «октябристському» погляді на третьочервневу монархію і не приховував свого неприязного ставлення до нього в тексті. Дякін написав жорсткий проект відповіді на ці «критичні» зауваження, але не став публікувати його, припинивши будь-яку полеміку з таким опонентом. Втім, і винуватець такої реакції більше не повторював таких різких випадів. Тільки після смерті Валентина Дякіна було опубліковано проект цієї відповіді.
У 1984 році у Ленінграді було видано фундаментальну працю «Криза самодержавства у Росії», покликаний висвітлити внутрішню політику Росії 1895–1917 років. Відповідальним редактором та автором майже половини текстів був В. С. Дякін. Ця книга отримала високу оцінку фахівців. Розвиток заявлених тем отримав продовження в іншій великій колективній праці «Влада і реформи», яка побачила світ вже після смерті Валентина Семеновича. Між цими двома великими роботами була опублікована чергова монографія, присвячена історії царизму в «постстолипінську» епоху: «Буржуазія, дворянство і царизм у 1911—1914 рр..» (Л., 1988). Вперше в ній яскраво було прописано одну з ключових постатей закулісного політичного життя Росії того часу — О. В. Кривошеїна. Останньою книгою вченого, закінченою 1993 року, і виданою 1997 року видавництвом Санкт-Петербурзького університету стало дослідження «Гроші для сільського господарства 1892—1914 рр.», у якому автор дійшов висновку про недостатність коштів, виділених для аграрного сектора економіки та їх неефективне використання. Звідси глибока криза російського села та невеликі успіхи столипінських реформ. Великі матеріали, які В. С. Дякін збирав для написання наступної монографії, вже про національне питання у внутрішній політиці царату, були видані у вигляді великої збірки в 1998 році.
Будучи пристрасним полемістом, Дякін. міг знехтувати і елементарною обережністю, як це сталося при критичному розборі твору І. І. Мінца «Історія Великого Жовтня», висунутого на здобуття Ленінської премії. Автор своє отримав, а ось для Валентина Семеновча на довгі роки був закритий шлях до Академії Наук. Протягом багатьох років В. С. Дякін був керівником філософського методологічного семінару в ЛОІІ, а також входив до складу редколегії журналу «Зірка», в якому опублікував кілька нарисів, серед яких слід виділити критичний аналіз історичних поглядів О. І. Солженіцина. Варто звернути увагу і на неприємну рецензію (у 1970-ті рр. вона стала надбанням «самвидаву», а в 1997 році була опублікована в 5-му номері журналу «Новий вартовий»), яку він дав (як член редколегії) роману В. С. Пікуля «Нечиста сила».
Варта згадки і робота з аспірантами ЛОІІ, серед яких були такі історики, як Л. О. Булгакова, А. В. Островський, І. В. Лукоянов, С. Л. Фірсов.
Похований Дякін на Комарівському цвинтарі у селищі Комарове. Великий архів, який залишився після вченого, знаходиться в Санкт-Петербурзькому Інституті Історії РАН, де він пропрацював більшу частину свого життя.

## Пам'ять
24-25 травня 1999 року у Санкт-Петербурзькій філії Інституту російської історії РАН за фінансової підтримки Російського гуманітарного наукового фонду була проведена наукова конференція "На шляху до революційних потрясінь: економіка, державний устрій та соціальні відносини в Росії другої половини XIX — початку XX століття ", присвячена пам'яті Валентина Дякіна. У конференції брали участь як російські, і зарубіжні історики. Зроблені на конференції доповіді та повідомлення були двома пологами. Одні були присвячені особистості Дякіна або історіографічному аналізу його праць, інші торкалися історичних проблем, пов'язаних з його науковими інтересами.

## Наукові праці
- Валентин Семёнович Дякин (1930—1994): Биобиблиографический указатель / Сост. И. В. Лукоянов. — СПб. : Европейский дом, 1998. — 25 с.
- Лукоянов И. В., Цамутали А. Н. Памяти Валентина Семёновича Дякина // Английская набережная, 4. (Ежегодник). — СПб. : Лики России, 1997. — 413—429 с. — 400 прим. — ISBN 5-87417-051-0.
- Цамутали А. Н. Валентин Семенович Дякин и его труды (с.4-8)  // Проблемы социально-экономической и политической истории России XIX - XX веков: Сборник статей памяти Валентина Семеновича Дякина и Юрия Боисовича Соловьева / ред. А. Н. Цамутали. — Институт российской истории РАН, Санкт-Петербургский филиал, Российский гуманитарный научный фонд (М.). — СПб. : Алетейя, 1999. — 573 с. — ISBN 5-89329-057-7.
- Белодубровский Е. Б. Выступление В. С. Дякина на вечере "Государственная дума вчера и сегодня 1906 - 1917 - 1993" 10 ноября 1993 г. (с.16-25) // Проблемы социально-экономической и политической истории России XIX - XX веков: Сборник статей памяти Валентина Семеновича Дякина и Юрия Боисовича Соловьева / ред. А. Н. Цамутали. — Институт российской истории РАН, Санкт-Петербургский филиал, Российский гуманитарный научный фонд (М.). — СПб. : Алетейя, 1999. — 573 с. — ISBN 5-89329-057-7.
- Смирнов Н. Н. Дякин - ученый и педагог (с.55-59) // Проблемы социально-экономической и политической истории России XIX - XX веков: Сборник статей памяти Валентина Семеновича Дякина и Юрия Боисовича Соловьева / ред. А. Н. Цамутали. — Институт российской истории РАН, Санкт-Петербургский филиал, Российский гуманитарный научный фонд (М.). — СПб. : Алетейя, 1999. — 573 с. — ISBN 5-89329-057-7.
- На пути к революционным потрясениям (Из истории России второй половины XIX-начала XX века: Материалы конференции памяти В.С.Дякина  ) / ред. Ганелин Р. Ш. и др. — СПб. : Nestor-historia, 2001. — 498 с. — ISBN 9975-9606-2-6.
- Лукоянов И. В., Цамутали А. Н. Валентин Семёнович Дякин. Биографический очерк. // Был ли шанс у Столыпина? Сб.статей. — СПб. : ЛИСС, 2002. — 6-10 с. — 300 прим. — ISBN 65-87050-194-6.